# Kỳ án truyện tranh
Kỳ án truyện tranh (tiếng Hàn: 더 웹툰: 예고살인; Romaja: Deo Web-tun: Yeo-go-sal-in; tên tiếng Anh: Killer Toon) là một bộ phim kinh dị của Hàn Quốc được công chiếu vào năm 2013, được đạo diễn bởi Kim Yong-gyun và có sự tham gia diễn xuất của hai diễn viên Lee Si-young và Um Ki-joon. Phim đã thu được nhiều thành công vang dội nhất là về doanh thu và được đánh giá cao về nội dung. Đây là bộ phim Hàn Quốc đầu tiên xoay quanh chủ đề webcomic.

## Nội dung
Bộ phim được chuyển thể từ truyện tranh comic xoay quanh câu chuyện về những vụ án mạng có liên quan đến chi tiết truyện tranh webtoon. Phim mở đầu với cái chết bí hiểm của tổng biên tập một trang web truyện tranh. Nhân vật chính là Thám tử Lee Ki-cheol (Um Ki-joon thủ vai) và diễn biến phim tập trung về điều tra nơi Kang Ji-yoon (Lee Si-young thủ vai) hay vẽ truyện tranh.
Trái ngược với suy nghĩ của mọi người về một vụ tự sát theo như các dấu vết còn sót lại hiện trường kể cả dấu vân tay nhưng Ki-cheol tin rằng đó không phải là một vụ tự sát bình thường và trong quá trình điều tra, anh bắt đầu nghi ngờ nữ tác giả truyện tranh Ji-yoon có liên quan trực tiếp tới vụ án, cô được cho là người bị mắc chứng hoang tưởng ảo giác, cô không thừa nhận cho đến khi có nạn nhân thứ hai cũng bị giết đúng theo cách được mô tả trong truyện và cô phải tiết lộ bí mật chết người mà cô đã che giấu để bảo vệ chính bản thân mình.
Nạn nhân thứ hai là người đàn ông tên Jo Seon-gi làm nghề khâm liệm. Seon-gi đang làm việc trong nhà xác thì chiếc máy tính bảng bên cạnh tự động hiển thị một bộ truyện của Ji-yoon, nó mô tả chính xác quá khứ của ông, sau đó hồn ma vợ ông hiện về giết ông để trả thù. Ji-yoon, Ki-cheol và Thám tử Kim Young-soo nhanh chóng đến nhà xác nhưng không cứu được Seon-gi. Ki-cheol cho rằng chính Ji-yoon đã đi giết người để quảng bá truyện của mình và thu hút độc giả, Ji-yoon đành phải thú nhận rằng cô đã lấy truyện từ người khác, một người bí ẩn gửi truyện cho cô bằng thư điện tử. Sau đó Young-soo lần theo địa chỉ IP đến một khu nhà cũ ở Jeongneung-dong, nơi có một dàn máy tính được giấu bên trong.
Ji-yoon kể rằng năm năm trước cô đã cưu mang một cô gái tên Jo Seo-hyun có tài vẽ tranh kinh dị nhưng bị nhiều người kỳ thị. Ji-yoon và Seo-hyun trở thành hai chị em thân thiết, ở chung trong khu nhà cũ, sau này Seo-hyun đốt nhà và bỏ đi biệt tăm. Ji-yoon bỗng nhận được tin nhắn của Seo-hyun, bảo cô gặp cô ta ở sân sau nhà cũ. Ji-yoon liền lái xe của Ki-cheol chạy đi, bỏ anh lại giữa đường. Khi đến nơi, Ji-yoon bị tấn công bởi Young-soo và bị trói lại. Young-soo hỏi làm cách nào Ji-yoon biết được quá khứ của anh, rồi cho cô thấy một bộ truyện khác của cô có kể lại sự việc ngày xưa của anh. Năm năm trước, lúc Young-soo sắp cưới vợ và đậu vào ngành cảnh sát thì anh đã vô tình tông một cô bé trên đường. Lo sợ tương lai của mình bị tiêu tan, Young-soo đành bỏ mặc cô bé đến chết. Young-soo định giết Ji-yoon thì hồn ma cô bé năm xưa ngăn cản anh, Ki-cheol đến nơi thì thấy Young-soo đang tự chĩa súng vào đầu mình. Một tiếng súng vang lên, dường như Young-soo đã tự sát. Một thời gian sau, Ji-yoon trở lại với công việc vẽ truyện tranh, Ki-cheol quay lại khu nhà cũ để điều tra lần nữa. Một nữ cảnh sát thông báo rằng dấu vân tay trên dàn máy tính trong khu nhà cũ đều là của Ji-yoon.
Ji-yoon bất ngờ phục kích Ki-cheol, hai người có cuộc tranh cãi. Lúc này toàn bộ sự thật được tiết lộ: Seo-hyun vốn là người có khả năng đặc biệt là nghe được lời tâm sự của những hồn ma thù hận, rồi vẽ thành truyện tranh. Nếu bộ truyện được giấu kín thì không sao, nhưng nếu chúng được công khai thì sẽ gây ra cái chết cho những người được mô tả trong truyện. Thời gian đó, Ji-yoon đang thất nghiệp, cô muốn mang số truyện của Seo-hyun nộp cho công ty truyện tranh nhưng Seo-hyun không đồng ý. Seo-hyun châm lửa đốt số truyện, Ji-yoon lúc này quá tham danh vọng nên cố gắng giành lấy số truyện và giết chết Seo-hyun. Từ đó Ji-yoon có được khả năng đặc biệt của Seo-hyun, cô tiếp tục vẽ truyện theo lời kể của những oan hồn, rồi đặt dàn máy tính trong khu nhà cũ cho giống như có người khác gửi truyện cho mình. Một sự thật khác cũng được tiết lộ: thật ra trước khi Young-soo chết, Ki-cheol đã lấy được khẩu súng của Young-soo, nhưng súng của Ki-cheol bị cướp cò rồi bắn chết Young-soo. Ki-cheol lo sợ tù tội nên không dám khai thật là mình đã ngộ sát đồng nghiệp. Ki-cheol định bắn Ji-yoon thì bị hồn ma Young-soo ngăn cản, buộc anh tự chĩa súng vào đầu. Phim kết thúc với cảnh Ki-cheol tự sát bằng một phát súng, còn Ji-yoon bước đi một cách lạnh lùng.

## Diễn viên
- Lee Si-young vai Kang Ji-yoon
- Um Ki-joon vai Lee Ki-cheol
- Hyun Woo vai Kim Young-soo
- Moon Ga-young vai Jo Seo-hyun
- Kwon Hae-hyo vai Jo Seon-gi
- Kim Do-young vai Seo Mi-sook
- Kim Hae-eun vai Thám tử Yeo
- Kim So-yeon vai Mi-jin
- Oh Yoon-hong vai vợ của Seon-gi
- Lee Do-yeob vai Nhân viên điều tra
- Kim Ji-young vai Seo-hyun lúc còn trẻ
- Oh Gwang-rok vai Chánh Thanh tra
- Kim So-hyun vai Mi-sook còn trẻ
- Lee Yong-nyeo vai nữ bác sĩ Jin-kyung
- Seo Jin-won vai Tổng biên tập
- Lee Sang-hoon vai nhân viên tường trình Internet

## Đánh giá
Killer Toon là một trong những bộ phim thành công nhất về mặt tài chính của điện ảnh Hàn Quốc. Tính đến ngày 15/7/2013, phim đã thu về ₩7,79 tỷ (6,93 triệu USD), ở những nơi khác, phim thu về ₩495 triệu (441.000 USD) và ₩228 triệu (203.000 USD). Đạo diễn Kim Yong-gyun lại tiếp tục khẳng định tên tuổi mình trong làng điện ảnh Hàn với bộ phim kinh dị thứ 2 và là phim thứ 4 trong sự nghiệp của mình.
| “               | Tôi đã dồn mọi đam mê và tâm huyết của mình để làm việc, như thể đó là bộ phim đầu tay của tôi vậy | ” |
| — Kim Yong-gyun | |   |

Khi công chiếu tại Việt Nam, phim được báo giới trên mạng đánh giá cao. Báo Lao động điện tử ca ngợi phim đã đưa người xem vào trạng thái căng thẳng như dây đàn, với những bất ngờ nối tiếp nhau, cảnh phim đem đến sự rùng rợn cho người xem. Một số trang mạng khác thì đánh giá rằng đây là bộ phim đáng xem dành cho những ai muốn được trải nghiệm sự sợ hãi và cảm giác được giật mình bất cứ lúc nào và không dành cho những khán giả yếu tim. Phim chỉ mượn hình thức kinh dị để nói lên lòng tham, nỗi sợ hãi sai lầm và sự dằn vặt giữa lương tâm và tính ích kỷ, nội dung cốt lõi là những góc khuất bí mật trong nội tâm nhân vật và triết lý nhân quả của đạo Phật. Chuyện phim hấp dẫn, hình ảnh đẹp, kịch bản chặt chẽ, âm thanh, tiếng động, những chi tiết đắt giá như giọt nước mắt, máu... Lee Si-Young vào vai nữ họa sĩ đã biểu đạt đậm nét những trạng thái cảm xúc - tâm lý vô cùng đa dạng, trái ngược nhau của nhân vật.
| “                           | Đẳng cấp mà phim Việt chưa thể vươn tới | ” |
| — Nghệ sĩ nhân dân Hữu Phần |                                         |   |